# Ulriksdals slottsteater
Ulriksdals slottsteater eller Confidencen, historiskt även kallat Beridarehuset är Sveriges äldsta rokokoteater. Teatern ligger i Ulriksdals slottspark i Solna kommun, granne med Ulriksdals Wärdshus. Teatern, som inreddes 1753 av arkitekt Carl Fredrik Adelcrantz, har på 1990-talet och 2000-talet renoverats och restaurerats i omgångar. Teatern ingår i det nordiska avsnittet av Europavägen historiska teatrar.

## Historik

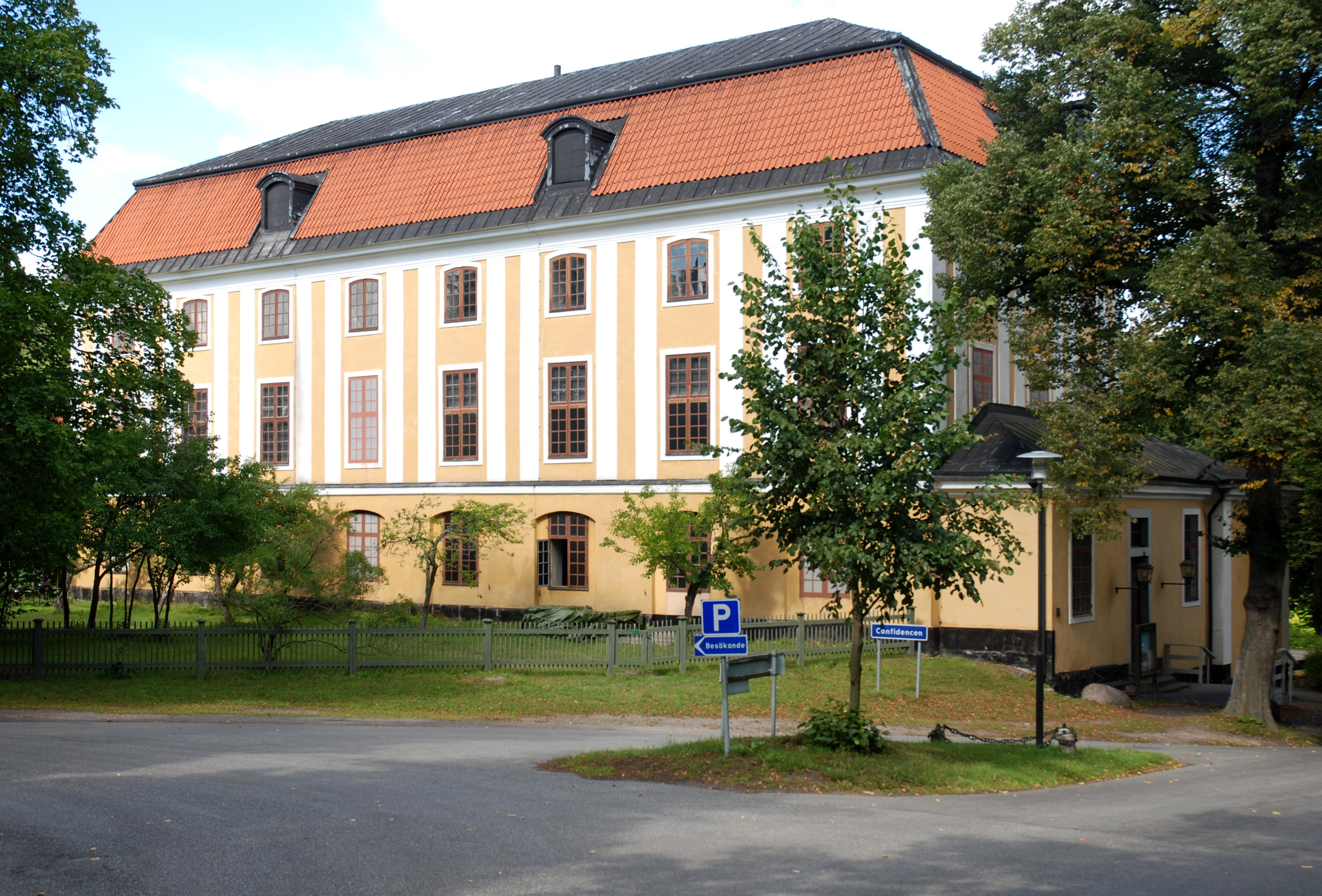
Ulriksdals slottsteater, 2011.

Byggnaden uppfördes på 1670-talet och den högre delen användes då som ridhus, därav namnet Beridarehuset. Den lägre norra delen var ett värdshus. På 1760-talet hade huset fått en ny exteriör genom Carl Hårleman och värdshuset fick en ny byggnad på andra sidan vägen. Det gamla ridhuset inreddes 1753 som teater av arkitekt Carl Fredrik Adelcrantz på drottning Lovisa Ulrikas initiativ. Teatern är byggd i rokokostil med plats för drygt 200 åskådare. Ett utstuderat scenmaskineri kunde förvandla scenbilden på några sekunder inför öppen ridå. Belysning fick man dels av dagsljus genom ett antal fönster, dels av stearinljus. Idag finns elektrisk scenbelysning.

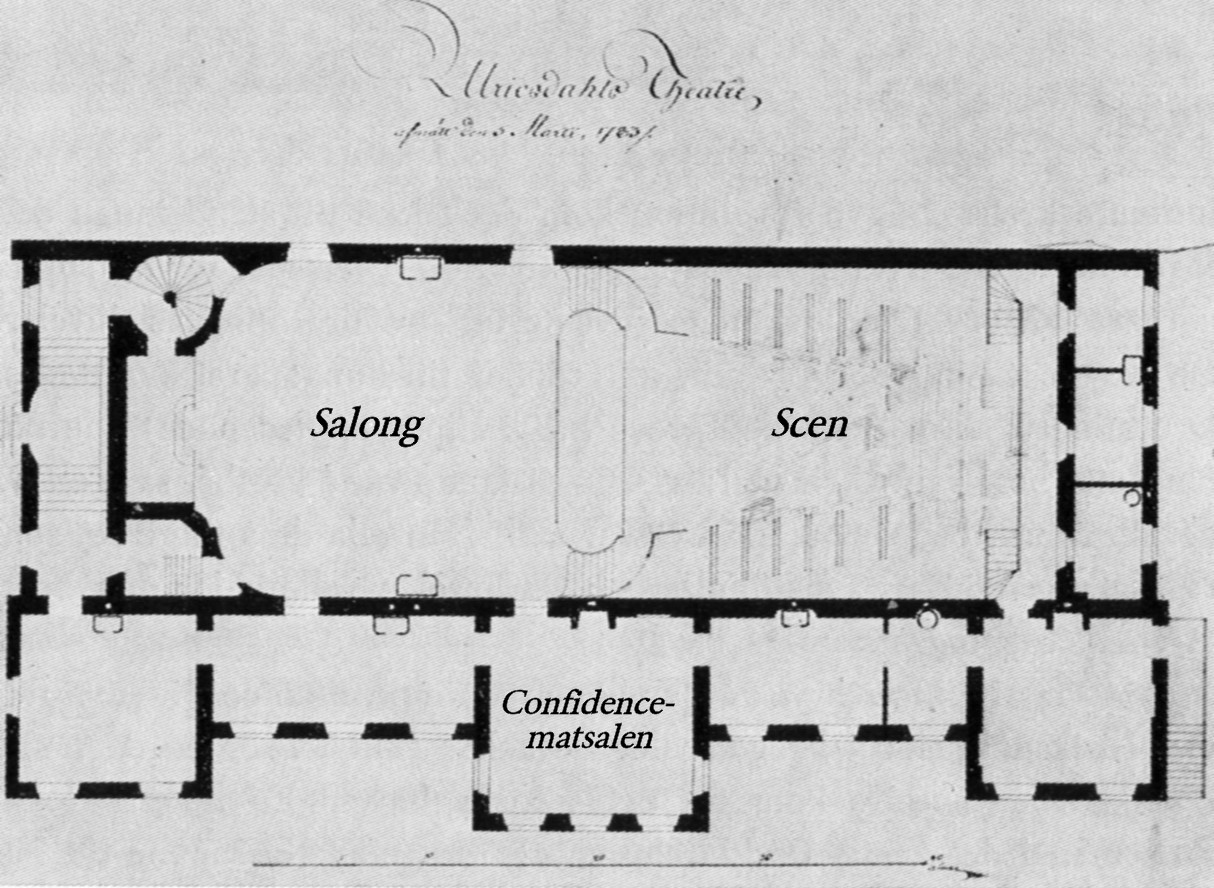
Adelcrantz' planritning från maj 1783.

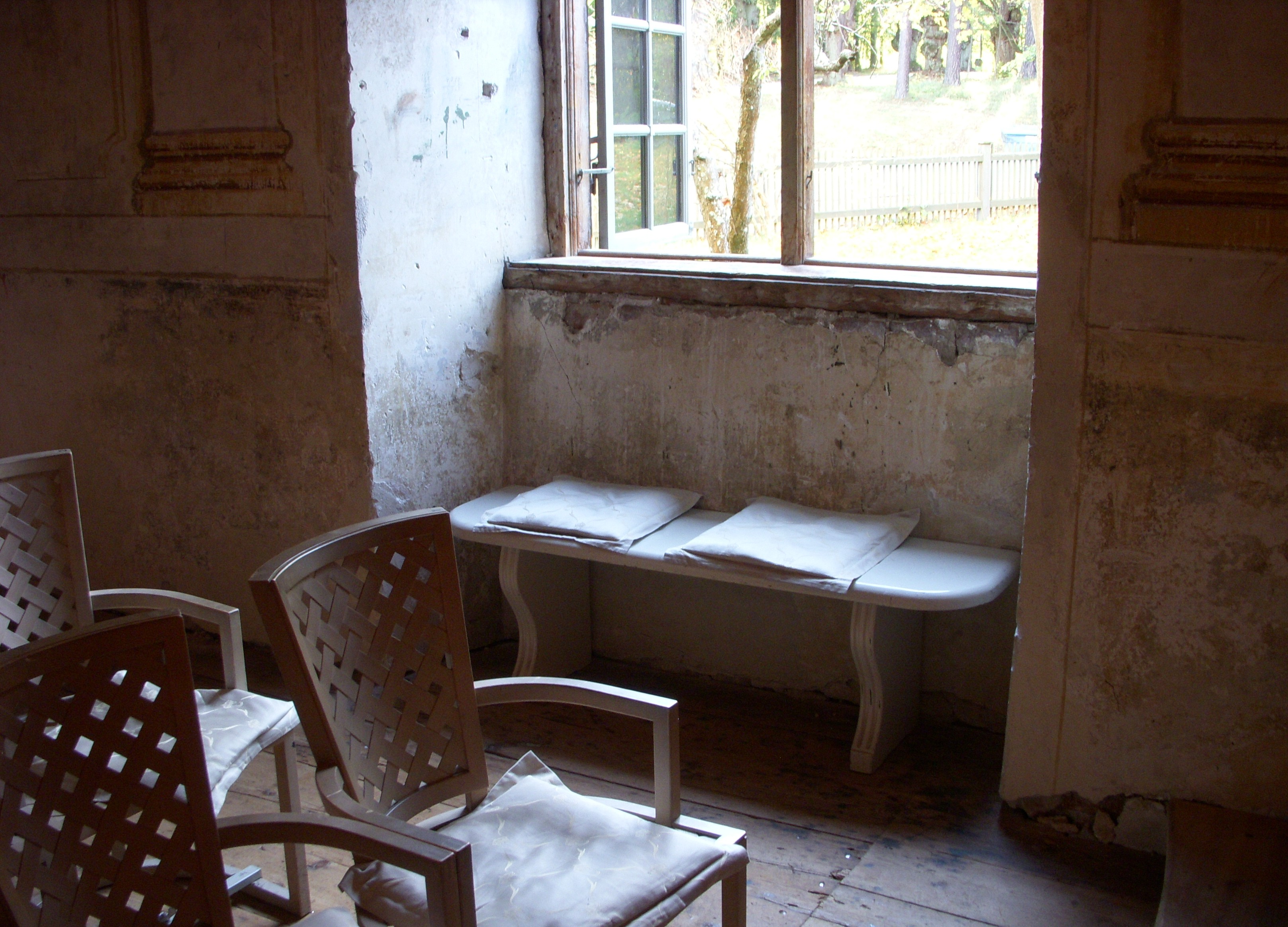
En del bevarat 1700-tal i salongen.

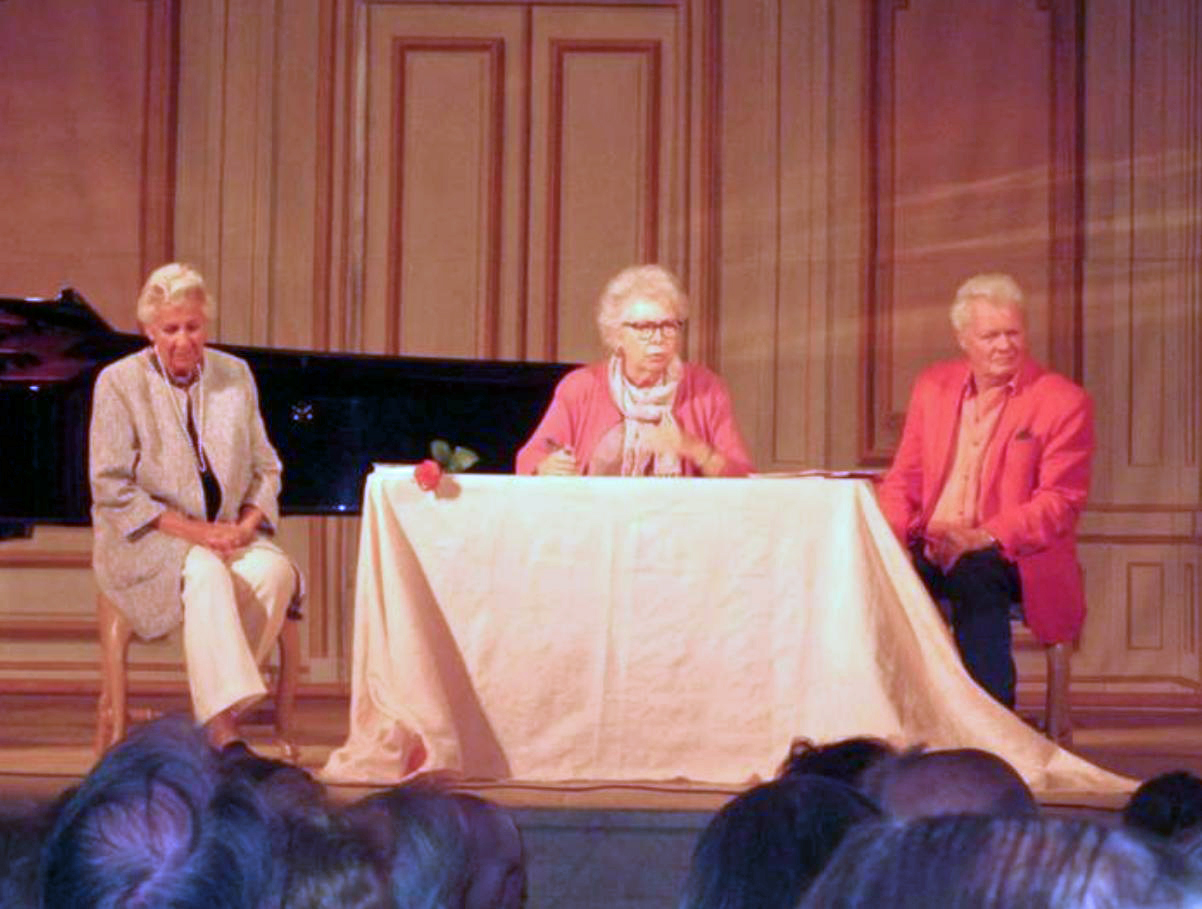
Styrelseordförande Christina Magnuson håller i vänföreningens årsmöte, flankerad av Kjerstin Dellert och Nils-Åke Häggbom, 2016.

Under 1700-talet var det en scen för franska teatersällskap, som Sällskapet Du Londel och Gustav III:s franska teater. Även svenska skådespelare och hovets amatörer uppträdde på Ulriksdalsteatern. Carl Michael Bellman ledde en sommarsäsong med opera, balett och konserter.
På norrsidan skapades även en festvåning där mittenrummet utrustades med ett table à confidence (franska för "i förtroende"). Här fanns ett bord och några skåp (så kallade servanter) som kunde nedsänkas till källarplanet för att dukas och hissas upp igen. Detta innebar att de kungliga kunde äta middag utan att betjäning var närvarande alltså en confidence. Confidencematsalen fick väggarna klädda med spegelglas inom förgyllda ramar. Salen var avsedd att nyttjas av kungafamiljen för samvaro och supéer i samband med teaterföreställningarna. Matsalen kom att ge namn åt hela teatern. En liknande anordning finns även på Confidencen, Kina slott. 
Teatern glömdes bort efter Gustav III:s död, och teatermaskineriet revs på 1860-talet. Resten av rummet belades med ett plankgolv för att utnyttjas som förråd. Scenöppningen murades igen, och salongen förvandlades till jaktsal för Karl XV. På 1920-talet, i samband med att Drottningholmsteatern återupptäcktes, uppmärksammades även Confidencen, och den blev byggnadsminnesmärkt 1935. Stiftelsen Ulriksdals Slottsteater bildades 1965, och Kjerstin Dellert arbetade sedan 1976 för att återuppväcka teatern och var fram till sin död 2018 teaterns chef, jämte maken Nils-Åke Häggbom. Sedan 2023 är Madeleine Onne chef för verksamheten.
Confidencen Rediviva, Ulriksdals Slottsteaters vänförening bildades i början av 1980-talet och ansvarade för Confidencens verksamhet fram till 1996 då stiftelsen tog över. Confidencematsalen inklusive bordsmaskineriet restaurerades 1994–1997. Scenen och det komplicerade teatermaskineriet har 2003–2004 återställts i 1700-talsskick, övervakat av riksantikvarieämbetet.

### Stiftelsen Ulriksdals Slottsteater
Enligt stiftelseurkunden, som upprättades när stiftelsen bildades 1965, äger Ståthållarämbetet rätt att utse stiftelsens ordförande. Under de första decennierna var det också ett antal ståthållare som avlöste varandra som stiftelsens ordförande enligt följande ungefärliga ordning. 
- Sixten Wohlfahrt (1965 - ?)
- Wiking Sjöstrand (1991 - 1996)
- Björn Sprängare (1996 - ca 2004)
- Prinsessan Christina (ca 2004 - 2018)
- Peter Edholm (2018 - )

## Renoveringar

### Confidencematsalen
I samband med en omfattande renovering 1994–1997 genom Peter von Knorrings arkitektkontor har den unika Confidencematsalen återuppstått: spegelsalen med det magiska bordet, som gett namn åt teaterbyggnaden på Ulriksdal. Rekonstruktionen byggde på arkeologiska undersökningar och på arkivuppgifter om utförandet på 1700-talet, samt jämförande studier av Kina slotts Confidencemaskineri, och av andra liknande anläggningar i Europa.
Parkettgolvet rekonstruerades med hjälp av åtta rutor av återfunnen ekparkett. Dessa var av samma typ som golvet i Confidencen / Kina slott. En speciell utmaning var återskapandet av väggspeglarna som tillsammans med de fem fönstren åstadkom ett luftigt rumsintryck. Dagtid speglade sig parken i rummet och kvällstid multiplicerades ljusen till oändlighet i speglarna. Stuckarbetena i fönsterdörrsmygen var bevarade och kunde repareras.
I matsalen och förmak finns målade väggfält med olika romantiska 1700-talsmotiv bevarade i original. Ett av motiven är dock från vår tid. Det visar tre svenska scenkonstnärer i miniatyr, iförda eleganta 1700-talskläder: Lena Nyman, Elisabeth Söderström och teaterns eldsjäl Kjerstin Dellert.

### Scenen
Teaterns 1700-talsscen renoverades och rekonstruerades 2003–2004. Eftersom det ursprungliga scenmaskineriet hade rivits ut på 1860-talet togs liknande maskinerier på Drottningholms slottsteater och Gripsholms slott som förebild för renoveringen. En uppmätningsritning från 1783 visade dessutom sex kulissgator med tolv parvis lagda spår i scengolvet, som troligen härrörde från kulissvagnar. 
Maskineriet befinner sig i kryputrymmet under scengolvet och har huvudsakligen nyskapats efter samma modell som på Gripsholms slott. Kulisserna är monterade på stolpar i 24 kulissvagnarna som går på räls och är förbundna med rep till en lång mittaxel. När axeln roteras växlar vagnarna läge och kulisserna på scengolvet ändras så till en helt ny scenbild på några sekunder – allt inför öppen ridå. Ett liknande maskineri finns i Ekhofteatern i Tyskland.

## Interiörbilder

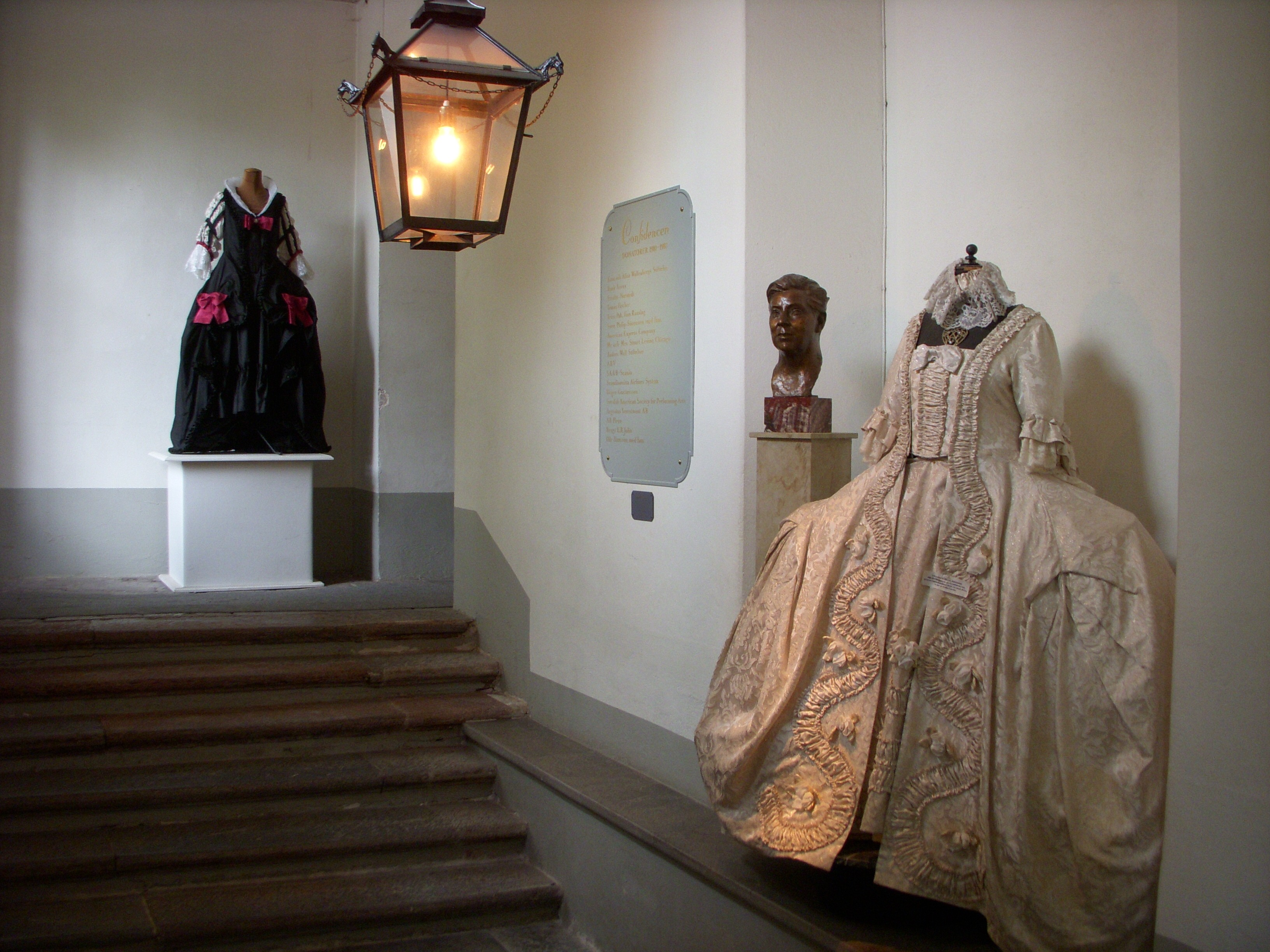
Entrén med Kjerstin Dellerts byst och två av hennes klänningar
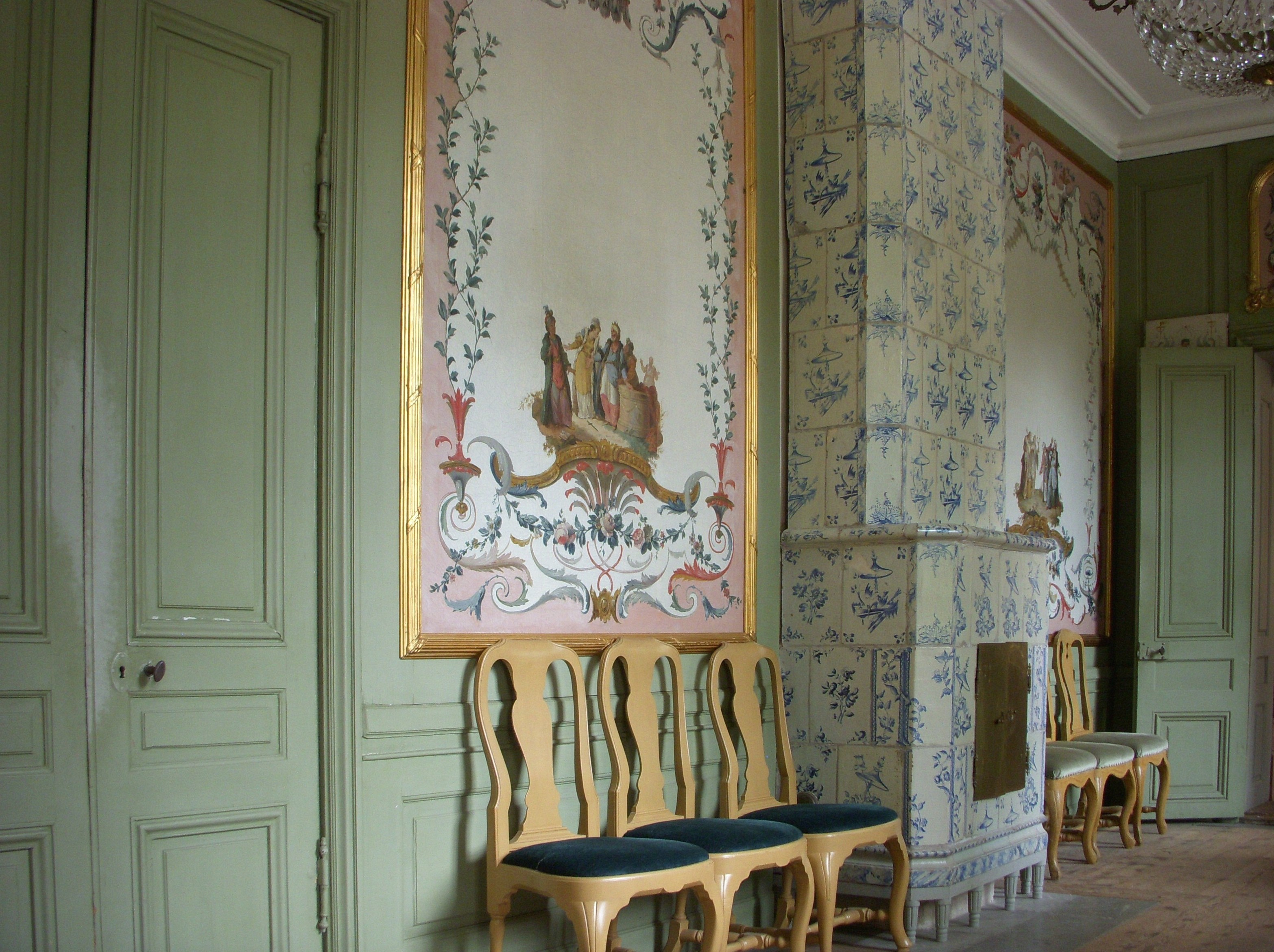
Förmak till Confidencematsalen
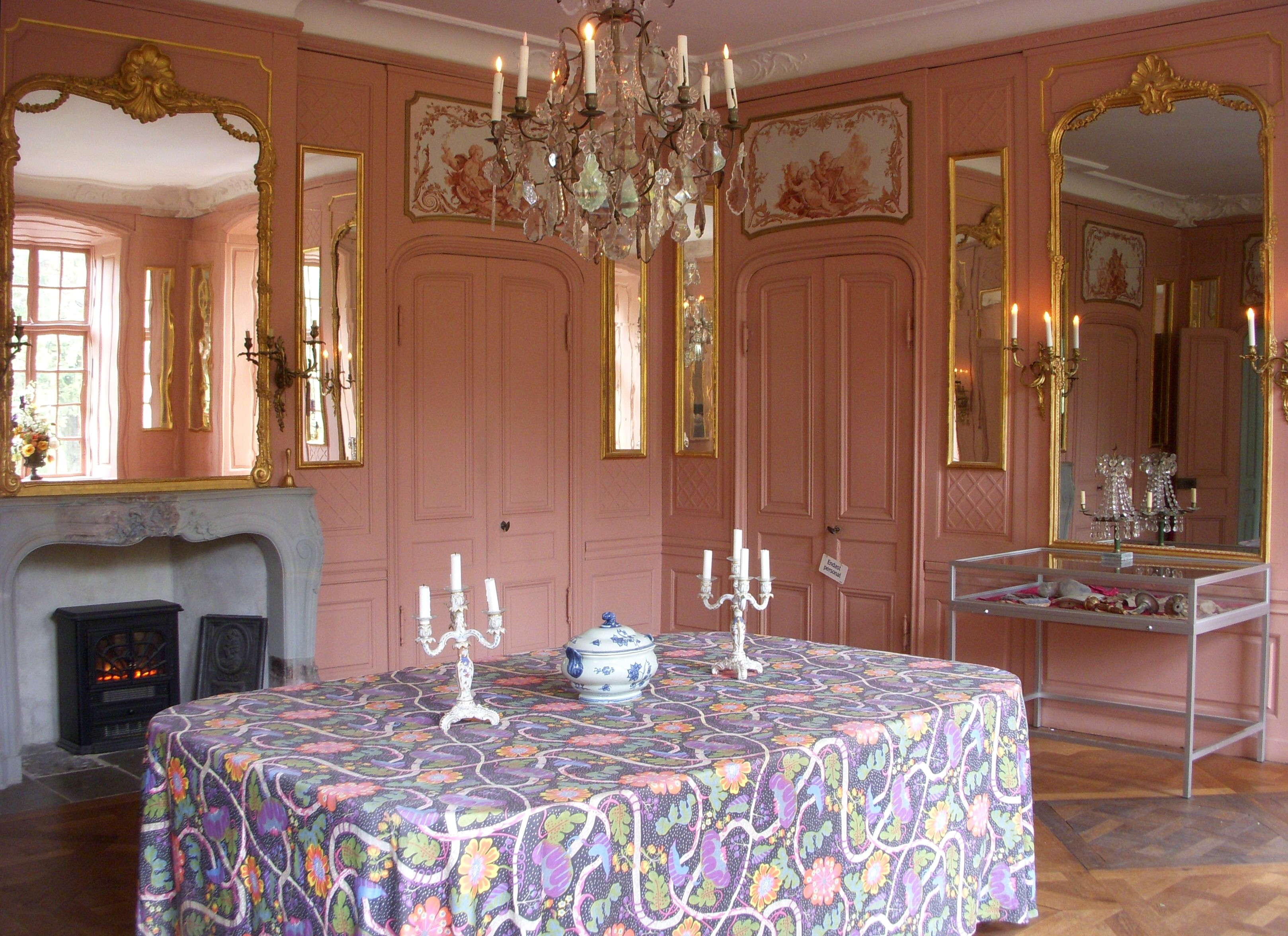
Confidencematsalen med table à confidence
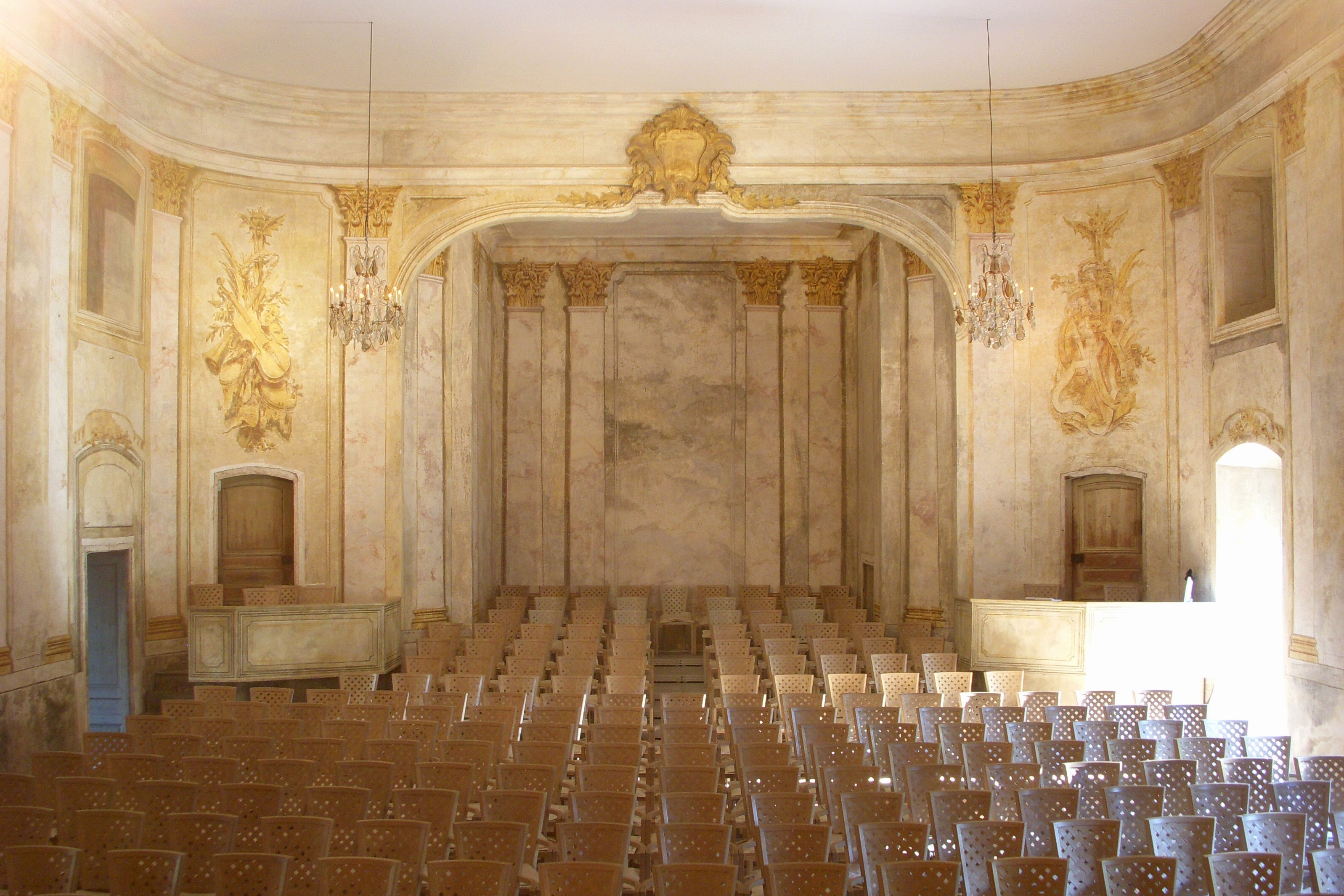
Teatersalongen
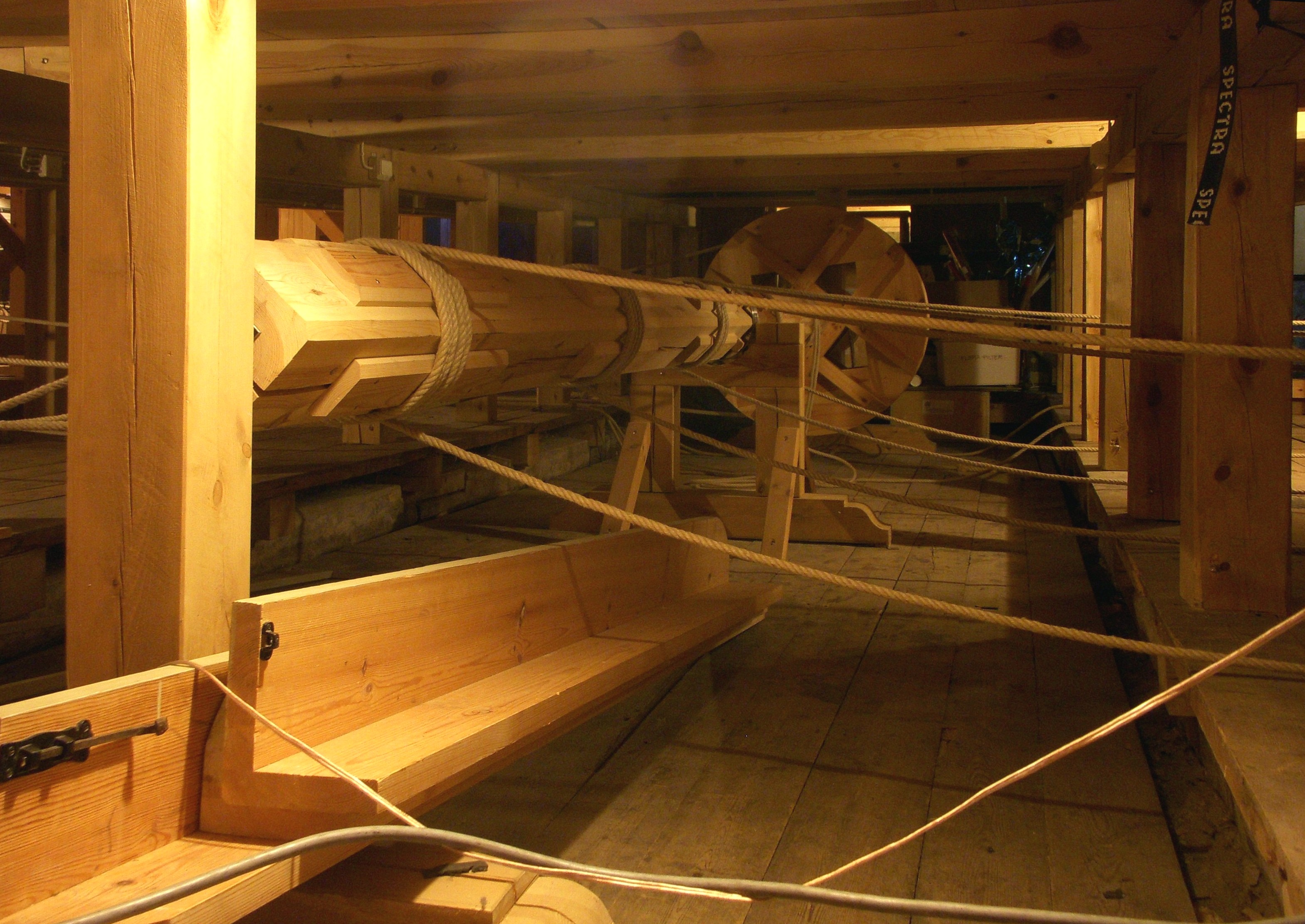
Teaterns rekonstruerade scenmaskineri

## Referenser

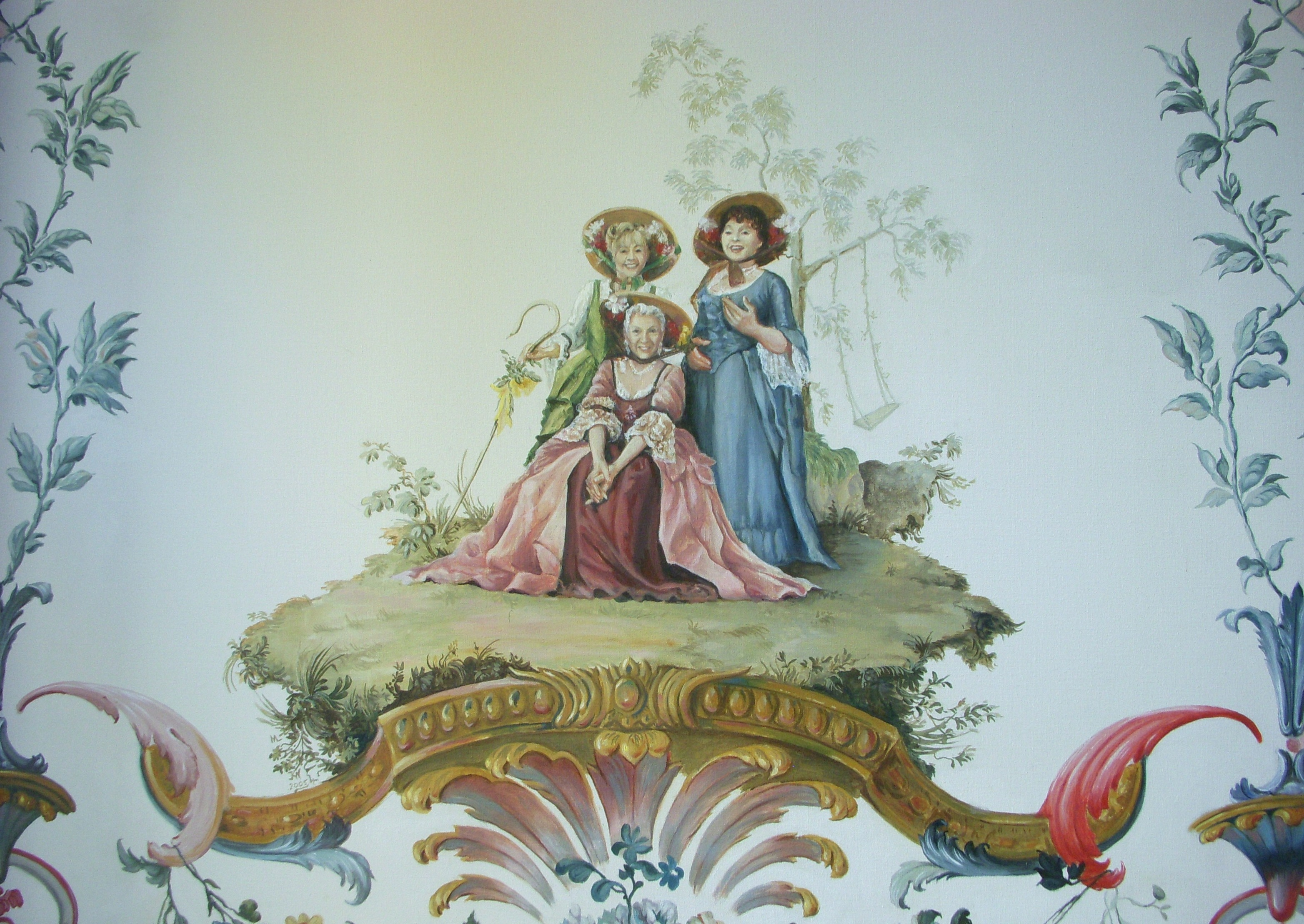
Lena Nyman, Elisabeth Söderström och Kjerstin Dellert som väggdekoration.